# BE Semiconductor Industries
BE Semiconductor Industries NV, afgekort Besi, is een Nederlandse beursgenoteerde onderneming. Het hoofdkantoor van de onderneming bevindt zich in Duiven.

## Activiteiten
Besi ontwikkelt, produceert en verkoopt productiemachines voor de halfgeleiderindustrie. Veel multinationale fabrikanten nemen machines en diensten van BESI af, waaronder Foxconn, Infineon, Intel, LG Innotek, Nvidia, NXP Semiconductors, STMicroelectronics en TSMC.
De productie vindt plaats in China, Maleisië en Vietnam. De belangrijkste afzetregio is Azië; hier wordt twee derde van de totale omzet gerealiseerd. Binnen Azië is de Volksrepubliek China de grootste klant. De verkopen vinden voor 30% plaats in euro's en voor 70% in Amerikaanse dollars, waardoor wisselkoersveranderingen de resultaten sterk kunnen beïnvloeden.
Per eind 2024 had Besi 1812 medewerkers in vaste dienst en 134 tijdelijke krachten, waarvan 66% in Azië. Ongeveer 10% van de omzet wordt besteed aan onderzoek en ontwikkeling (R&D).
Besi werd in mei 1995 opgericht en kreeg al zeven maanden later, in december 1995, een beursnotering. Het aandeel Besi wordt verhandeld op Euronext Amsterdam en maakt sinds 22 maart 2021 deel uit van de AEX-index.
Op 14 april 2025 maakte het Amerikaanse Applied Materials bekend een aandelenbelang te hebben van 9% in Besi.

### Resultaten
| Jaar | Omzet       | EBITDA      | Netto- resultaat | Werknemers |
| Jaar | (× miljoen) | (× miljoen) | (× miljoen)      | Werknemers |
| ---- | ----------- | ----------- | ---------------- | ---------- |
| 2010 | € 351,1     |             | € 47,3           |            |
| 2015 | € 349,2     | € 73,0      | € 49,0           | 1539       |
| 2016 | € 375,4     | € 89,8      | € 65,3           | 1669       |
| 2017 | € 592,8     | € 222,8     | € 173,2          | 2040       |
| 2018 | € 525,2     | € 187,7     | € 136,3          | 1759       |
| 2019 | € 356,2     | € 111,7     | € 81,3           | 1596       |
| 2020 | € 433,6     | € 169,0     | € 132,3          | 1618       |
| 2021 | € 749,3     | € 335,1     | € 282,4          | 2141       |
| 2022 | € 722,9     | € 317,1     | € 240,6          | 1819       |
| 2023 | € 578,9     | € 239,1     | € 177,1          | 1870       |
| 2024 | € 607,5     | € 224,2     | € 182,0          | 1946       |

ABN AMRO · Adyen · AEGON · Ahold Delhaize · AkzoNobel · ArcelorMittal · ASMI · ASML · ASR Nederland · Besi · DSM-Firmenich · Exor · Heineken · IMCD · ING · KPN · NN Group · Philips · Prosus · Randstad · RELX · Shell · Unilever · Universal Music Group · Wolters Kluwer